# Miklós Lendvai
Miklós Lendvai (Zalaegerszeg, 7 aprile 1975 – 20 febbraio 2023) è stato un calciatore e allenatore di calcio ungherese, di ruolo difensore.